# Annulares lanner
Annulares lanner är en insektsart som beskrevs av Mansell 2004. Annulares lanner ingår i släktet Annulares och familjen myrlejonsländor. Inga underarter finns listade i Catalogue of Life.